# Sotirios Zavalianis
Sotirios Zavalianis (* 16. září 1965 Markiniada, Řecko) je podnikatel řeckého původu působící v Česku.

## Život a podnikatelské aktivity
Vyrůstal v provincii Arta na západě Řecka. Na střední školu chodil v Athénách. V roce 1984 přijel do tehdejšího Československa v rámci stipendijního programu. Rok se učil češtinu v centru pro zahraniční studenty na zchátralém zámku Zahrádky. V následujících letech vystudoval Vysokou školu ekonomickou v Praze.
Po vystudování se vrátil zpět do rodného Řecka, kde si se společníkem zřídil firmu zajišťující zásobování lodí. Po několika letech však odešel pracovat do Polska. V devadesátých letech začal působit opět v Česku. Od začátku 21. století se angažuje v oblasti zdravotnictví, když získal podíl ve zdravotnickém zařízení Multiscan. Byl spolumajitelem Mediscan Group v Praze. V roce 2002 otevřel radiologické centrum Multiscan v Pardubicích. V roce 2007 v rámci privatizace koupil nemocnice v Berouně a Hořovicích. Provozuje celkem více než deset soukromých zdravotnických zařízení.
V roce 2018 sloučil veškeré své podnikatelské aktivity v Česku do společnosti Akeso holding, jehož je 100% vlastníkem. Spadají do něho například onkologické a radiologické centrum Multiscan v Pardubicích, Nemocnice Hořovice a Rehabilitační nemocnice Beroun. Jeho holding Akeso je považovaný za jednu z největších soukromých skupin v českém zdravotnictví. V roce 2018 dosáhl tento holding obratu přes 3 miliardy Kč.
Sotirios Zavalianis je ženatý a má dvě dcery.